# Apeadero de Baixa da Banheira
El Apeadero de Baixa da Banheira es una plataforma de la Línea de Alentejo, que sirve a la localidad de Baixa da Banheira, en el ayuntamiento de Moita, en Portugal.

## Descripción

### Localización y accesos
Esta plataforma tiene acceso por la Calle 25 de abril, en Baixa da Banheira.

## Historia
Este apeadero se encuentra en el tramo entre Barreiro y Bombel de la Línea de Alentejo, que entró en servicio el 15 de junio de 1857.